# تشارلز رينولدز (متسابق يخت)
تشارلز رينولدز (بالإنجليزية: Charles Reynolds)‏ هو متسابق يخت بريطاني، ولد في 18 مارس 1943.

## وصلات خارجية
- تشارلز رينولدز على موقع أوليمبيديا (الإنجليزية)